# Scoparia autochroa
Scoparia autochroa là một loài bướm đêm trong họ Crambidae.